# Soziale Sicherung in Mauritius
Es bestehen verschiedene Systeme der sozialen Sicherung in Mauritius. Im Gegensatz zu anderen afrikanischen Ländern ist das Sozialversicherungssystem gut ausgebildet. Die Verwaltung erfolgt durch das Ministry of Social Security, National Solidarity, and Senior Citizens Welfare and Reform Institutions. Im Rentenrecht wird eine umfassende Sicherung aller Einwohner angestrebt. Die Unterstützung und Renten werden jährlich im Juli mindestens inflationsausgleichend erhöht. Das mauritische Sozialversicherungssystem bietet, bezogen auf das Durchschnittseinkommen, vielfach bessere Leistungen als das „reformierte“ deutsche.

## Öffentliches Gesundheitswesen
In regierungseigenen Krankenhäusern und Praxen wird die Bevölkerung kostenlos behandelt. Eine gesetzliche Krankenversicherung, die Beiträge erhebt, ist daher nicht nötig.

## Schulbildung
Das staatliche Schulwesen der Primär- und Sekundarstufe und auch Universität ist kostenfrei.

## Arbeitsschutz
Nach den Bedingungen des Labor Act von 1975 haben Beschäftigte, die mindestens 12 Monate angestellt sind, Anspruch auf 21 Tage Lohnfortzahlung.

### Mutterschutz
Werdende Mütter, die seit mindestens 12 Monaten angestellt sind, haben Anspruch auf volle Lohnzahlung jeweils sechs Wochen vor und nach der Geburt. Bedürftige werden im Rahmen der family allowances versorgt.

### Arbeitsunfälle, Berufsunfähigkeit
Ein erstes Gesetz, das den Schutz am Arbeitsplatz regelte, wurde 1931 erlassen. Das jetzige Gesetz stammt aus dem Jahre 1976. Die Finanzierung der Leistungen erfolgt über die Rentenversicherung.
Versichert sind alle Lohnabhängigen, sofern sie nicht ausschließlich an Sonn- und Feiertagen arbeiten. Ein Verunfallter erhält in den ersten zwei Wochen der Arbeitsunfähigkeit 100 % seines Lohns vom Betrieb, danach aus der Rentenversicherung, für maximal 36 Monate, als temporary disability benefit 80 %. Die Kosten medizinischer Behandlung werden voll übernommen, dazu bis 4000 MRs private Ausgaben.
Aufgrund eines Arbeitsunfalls dauernd Erwerbsunfähige erhalten, abhängig vom Grad der Behinderung, der amtsärztlich festgestellt wird, bei einem GdB von 100 %, achtzig Prozent des letzten Lohns. Falls dauernde Pflege nötig wird, gibt es 342 MR für Personal (constant-attendance allowance). Bei geringeren Behinderungen errechnet sich die Rente nach der Formel: 65 % des Einkommens mal GdB. Ist der Verletzte 52-60 Jahre alt, kann er stattdessen für eine Einmalzahlung, die vom GdB abhängig ist, optieren. Eine Einmalzahlung wird immer dann gezahlt, wenn eine Behinderung unter 20 % festgestellt wird.
Sollte ein Beschäftigter bei der Arbeit zu Tode kommen, erhält eine Witwe 50 % des Lohns; ein Witwer 60 %, jedoch nur dann, wenn er selbst behindert ist. Waisen erhalten 7,5 % des Lohns des besser verdienenden Elternteils, bis sie 15 (18 für Schüler) sind.

## Sozialhilfe
Bedürftige Familien (Jahreseinkommen unter 10.000 MR) mit mehr als drei Kindern erhielten, nach den Bestimmungen zur family allowances von 1961 Unterstützung. Dabei gab es 50 MR. Seit 2003 gelten die besseren Sätze zur (nachrangigen) Sozialhilfe (social aid). Über das social assistance programme werden auch wohltätige Organisationen bezuschusst.
Die Sozialhilfe beträgt für den Antragsteller und seinen Ehepartner je 690 MR. Kinder erhalten altersabhängig 205-465 MR (Behinderte bis 690 MR). Mietkosten werden zur Hälfte, bis max. 520 MR übernommen. Im Falle schwerer Krankheit sind Zulagen bis 405 MR möglich. Beerdigungskosten (einmalig 2160 MR) und Krankenfahrten werden übernommen. Empfänger von Social Aid und Arbeitslose erhalten auch einen Zuschuss für Lebensmittel (food aid) von 50 MR. Für Fischer gibt es Schlechtwettergeld.

## Arbeitslosigkeit
Die Leistungen bei Arbeitslosigkeit wurden 1983 im Unemployment Hardship Relief Act gesetzlich geregelt. Sie sind voll steuerfinanziert, weder Betriebe noch Lohnabhängige müssen Beiträge leisten.
Seit mindestens 30 Tagen beim Arbeitsamt (employment exchange) gemeldete arbeitsfähige, -suchende und -willige Personen, die kein oder geringes Zusatzeinkommen haben, erhalten hardship relief benefit von 220 MR. Verheiratete das Doppelte. Dazu gibt es einen Kinderzuschuss, der altersabhängig 85-145 MR beträgt. Mietkosten werden zu 50 % bis maximal 170 MR übernommen.

## Altersrenten
Noch zu Kolonialzeiten wurde vom Gouverneur 1941 ein Social Insurance Committee berufen. Es schlug vor, eine beitragsfinanzierte Altersrenten für Arme einzuführen. Die Beiträge, von 6 cent pro Arbeitstag, sollten zu je einem Drittel von Regierung, Arbeiter und Betrieb aufgebracht werden. Ein erstes Rentengesetz wurde erst 1951 erlassen. Die Einkommensprüfung wurde 1958 abgeschafft, die Ausgaben für Renten in diesem Jahr erreichten 1 % des BSP. Das Renteneintrittsalter wurde 1960 auch für Männer auf 60 gesenkt. Die 1958 festgelegte Rentenhöhe von 22 MR blieb bis 1971 unverändert.
Das zur Zeit gültige Rentengesetz stammt aus dem Jahre 1976 (National Pensions Act, in Kraft Juli 1978). Es führte die auf Pflichtbeiträgen basierende einkommensabhängige Rentenversicherung ein, die heute noch parallel zum Grundrentensystem besteht.
Das Ministry of Social Security, … kontrolliert auch die Rentenversicherung. Ein National Pensions Board, dem Vertreter der Regierung, der Beschäftigten und des Kapitals angehören, hat eine beratende Funktion. Das Finanzministerium ist zuständig, die Gelder des National Pensions Fund anzulegen. Für Beschäftigte im staatlichen Sektor bestehen eigene Pensionskassen. Inflationsbereinigt stiegen die Renten seit der Reform von 1976 bis 2001 um das 2,6fache.

### Grundrente
Einen Anspruch auf Grundrente (Universal Basic Pension) haben alle Einwohner. Zwischen 60 und 90 Jahre alte Antragsteller unterlagen bis 1976 der Einkommensprüfung (means test). Die Grundrente ist steuerfinanziert, es müssen keine Beiträge gezahlt werden. Sie wird 13-mal jährlich gezahlt. Sämtliche Renten sind voll einkommenssteuerpflichtig, aufgrund entsprechender Freibeträge zahlen nur etwa 5 % der Rentner Einkommensteuer. Rentner können den öffentlichen Nahverkehr kostenlos benutzen. Das Renteneintrittsalter wurde ab 2008 schrittweise über 10 Jahre auf 65 Jahre erhöht.

#### Ansprüche
Staatsangehörige, die mindestens 60 Jahre alt sind, müssen seit Vollendung ihres 18. Lebensjahrs zwölf Jahre in Mauritius gelebt haben. Für Antragsteller über 70 entfällt die Residenzqualifikation. Ausländer müssen mindestens 15 Jahre seit ihrem 40. Geburtstag im Lande gelebt haben, davon die letzten drei Jahre vor Antragstellung. Arbeitstätigkeit nach Rentenbeginn ist zulässig. Die Zahlung ins Ausland erfolgt nur, wenn entsprechende Abkommen bestehen.
Eine erhöhte Rente (enhanced basic old-age pension) wird an Schwerbehinderte, dauernd Pflegebedürftige und Blinde gezahlt. Diese machten 1999 11 % aller Rentner und 39 % der über 80-Jährigen aus. Pflegepersonen von Behinderten (GdB mindestens 60) erhalten eine Aufwandsentschädigung (carer’s allowance) von 1330 MR. Bewohner von Psychiatrien und ähnlichen regierungseigenen Anstalten erhalten, wenn sie rentenberechtigt sind, ein Taschengeld (inmate allowance) von 325 MR.
Erwerbsunfähigkeitsrente (disability pension) wird an alle 15- bis 59-jährigen Staatsangehörigen oder im Lande ansässigen Ausländer gezahlt, denen Amtsärzte eine Behinderung von 60 %, die mindestens ein Jahr anhalten wird, bescheinigt haben. Pflegepersonen erhalten auch hier eine Aufwandsentschädigung, Eltern behinderter Kinder unter 15 nur dann, wenn ihr Einkommen 100.000 MR nicht übersteigt. Die Rente beträgt für dauernd Erwerbsunfähige 1900 MR.
Witwenrenten werden Frauen unter 60 gewährt. Nicht-Staatsangehörige müssen in den letzten zehn Jahren fünf in Mauritius gelebt haben. Im Falle der Wiederverheiratung wird die Rente eingestellt.
Kinderzuschuss gibt es für die ersten drei Kinder unter 15 (Schüler bis 20) eines EU-Rentner oder Witwen. Vollwaisen erhalten eine orphan pension bis 15 (20 für Schüler) von 1050 MR, deren Vormund erhält eine guardian allowance von 465 MR, jedoch nur für ein Kind.

#### Rentenhöhe
Das Grundrentenniveau beträgt etwa 18 % des nationalen Durchschnittseinkommens. Die Rente steigt mit dem Lebensalter und beträgt monatlich (2014) für 60- bis 69-Jährige: 3623 MR, 70-89: 3623 MR, 90-99: 10789 MR, über 100: 12.300 MR. Behinderte erhalten einen Zuschlag von 1270 MR. Rentnern, deren Jahreseinkommen 208.000 MR übersteigt, wird, sofern sie unter 90 sind, der Satz auf die Hälfte gekürzt. Der Kinderzuschuss beträgt 615 MR für unter 10-Jährige, für ältere 660 MR. Auszahlung erfolgt, ohne weitere Ausweisprüfung, an denjenigen, der einen entsprechenden Berechtigungsausweis vorlegt, was vereinzelten Betrug erleichtert.

### Beitragsfinanzierte Rente
Der Zugang zur beitragsfinanzierten, einkommensabhängige Rente (social insurance) steht prinzipiell allen Staatsbürgern von Mauritius und sämtlichen im staatlichen oder privaten Sektor Beschäftigten, die das 18. Lebensjahr vollendet haben, zu. Für im Lande ansässige Ausländer gilt eine 2-jährige Wartezeit für Leistungen. Gelegenheits- und Teilzeitarbeiter sind ebenfalls mit erfasst. Selbstständige und Freiberufler können freiwillig Beiträge leisten. Daneben bestehen noch Programme für Zusatzrenten für Beschäftigte des öffentlichen Dienstes und einiger Privatfirmen. Die Rentenhöhe errechnet sich, ähnlich dem deutschen System, aufgrund der erworbenen Rentenpunkte, deren Wert amtlicherseits festgelegt wird (2006: 1 Punkt = 7,5 MR). Die Mindestrente beträgt 320 MR. Betriebsrenten, geregelt durch den Private Occupational Pension Scheme Act, sind steuerlich begünstigt. Die beitragsfinanzierte Rente wird zusätzlich zur Grundrente bezahlt. Das Rentenniveau eines Facharbeiters, der durchschnittliche Beiträge bezahlt hat, beträgt etwa die Hälfte des Durchschnittseinkommens.

#### Finanzierung
Die einkommensabhängige Rente finanziert sich aus Beiträgen der Lohnabhängigen (ein Drittel) in Höhe von 3 bis 5 % ihres Monatsverdienst, sofern das Einkommen 1095 MR (655 MR für Hauspersonal) übersteigt. Arbeitslose und Selbständige können freiwillig 55-390 MR leisten, sie erhalten zusätzliche 50 % aus der Staatskasse dazu. Die Beitragsbemessungsgrenze lag 2006 bei 8640 MR. Firmen bezahlen einen allgemeinen Satz von 6 bis 8,5 % ihrer Lohnsumme (zwei Drittel), der für Zucker verarbeitende Betriebe auf 10½ % ansteigt. Die Beitragspflicht der Firmen ist nicht an eine Mindestgröße oder Beschäftigtenzahl gebunden. 2006 führten etwa 11.000 Betriebe für knapp 250.000 Lohnabhängige Beiträge ab.

#### Anspruchsberechtigte
Anspruchsberechtigt sind alle 60-jährigen Versicherten, sofern sie im Jahr vorher Beiträge geleistet haben. Eine Mindestbeitragszeit ist nicht nötig. Beschäftigte im Zuckersektor können mit verminderter Leistung früher in Rente gehen (Männer: 55, Frauen: 50). Erwerbsunfähigkeitsrente wird unter den gleichen Bedingungen wie bei der Grundversorgung gewährt.
Witwen und Waisen haben Ansprüche analog zu den Bedingungen der Grundrente, jedoch können ihnen die Leistungen unter gewissen Bedingungen auch ins Ausland überwiesen werden. Vollwaisen erhalten 15 % der Rente des Verstorbenen. Für Witwen bis 60 ist die Rente von den durchschnittlich erworbenen Rentenpunkten abhängig, sie wird nach 12 Monaten um ein Drittel gekürzt, wenn im Haushalt keine Kinder leben. Witwen über 60 erhalten 100 % der Rente des Verstorbenen. Sofern sie sich wieder verheiraten, wird die Witwenrente eingestellt, sie erhalten jedoch eine Einmalzahlung in Höhe von zwölf Monatsrenten.

### Beamtenpensionen
Wie es auch in Britisch-Indien üblich war, wurden Beamte, gemäß den Regeln von 1859, die 33⅓ Dienstjahre vollendet hatten, mit ⅔ ihres letzten Gehalt in Ruhestand geschickt, wenn sie 50-60 Jahre alt waren. Sie haben für ihre Pensionen keinerlei Beiträge zu leisten. Sogenannte „parastatals“, z. B. Lehrer in Privatschulen, waren Beamten gleichgestellt. Seit 1988 müssen auch sie 9 % (3 % selbst, 6 % von der öffentlichen Hand) ihres Einkommens als Beitrag entrichten.

## National Savings Fund
Öffentliche und private Arbeitgeber führen bis zu einer bestimmten Obergrenze 2,5 % der Lohnsumme an den National Savings Fund ab, dessen Mittel gemäß den Beschlüssen des Investment Committee, das aus Fachleuten und Arbeitnehmervertretern besteht, investiert werden. Jeder der etwa 350.000 Beitragszahler spart dadurch eine individuelle Vorsorge an.

### Sozialer Wohnungsbau
Die Eigenheimquote in Mauritius beträgt 85 %, daher besteht wenig Bedarf nach öffentlich gefördertem Wohnraum. Jedoch wird seit 1988 etwa ein Zehntel der im National Pension Fund gesammelten Beträge für günstige Kredite im Rahmen des Housing Loan Scheme bereitgestellt.